# Carl Andersen (thể dục dụng cụ)
Đừng nhầm lẫn với một vận động viên thể dục dụng cụ và vận động viên Olympic khác người Đan Mạch Rudolf Andersen hoặc với vận động viên Olympic Na Uy Carl Albert Andersen.
Carl Andersen (9 tháng 3 năm 1879 - 12 tháng 9 năm 1967) là một kiến trúc sư và vận động viên thể dục dụng cụ người Đan Mạch.

## Thể thao
Andersen đã tham gia Thế vận hội 1906 và Thế vận hội Mùa hè 1908. Trong Thế vận hội 1906 ở Athens, ông là thành viên của đội thể dục dụng cụ Đan Mạch, giành được huy chương bạc cho đội, sự kiện hệ thống của Thụy Điển. Hai năm sau, ông là một phần của đội Đan Mạch, đội đứng thứ tư trong cuộc thi đấu đồng đội.

## Kiến trúc sư
Là con trai của thợ mộc Andreas Ferdinand Andersen và Ane Marie Hansen, Carl Andersen trở thành một người học việc thợ xây vào năm 1896 và tốt nghiệp Odense Tekniske Skole vào năm 1900. Ông được thuê làm giám sát xây dựng bởi nhà xây dựng bậc thầy Thaaning ở Kerteminde vào năm 1900-1901, và là người vẽ phác thảo cho kiến trúc sư Emanuel Momberg ở Odense vào năm 1901-1902. Năm 1904-1906, ông được một số kiến trúc sư khác nhau ở Copenhagen, bao gồm cả Andres Berthelsen vào năm 1906-1909, ông trở thành người vẽ và giám sát bởi HC Glahn, Nykobing Flaster vào năm 1906. Từ 1909 đến khi mất, ông điều hành doanh nghiệp kiến trúc sư của riêng mình tại Nykobing Flaster; từ năm 1940 là với con trai Jorgen Friis Andersen. Việc kinh doanh này vẫn hoạt động trong những năm 2010. Carl Andersen đã làm việc nhiều ở Lolland vào đầu những năm 1900 và có nhiều nhiệm vụ khác nhau. Về phong cách, ông làm việc chủ yếu sử dụng neo-baroque nhưng sau đó chuyển sang Functionalism.